# 千葉県がんセンター
千葉県がんセンター（ちばけんがんセンター）は、千葉県千葉市中央区にある千葉県が運営する医療機関兼研究所。がん診療連携拠点病院に指定されており、がん（悪性腫瘍）対策の千葉県における中枢的役割を果たしている。

## 構成・活動
センターには診療科・部門と、研究所がある。両者の連携により、高度な診断治療を行っている。また、国立がん研究センターなどとコンピュータネットワークによるがん診療支援システムで診断治療レベルの向上を図っている。
診療科・部門は、各臓器などがんの発生部位や診断・治療方法別に分けられている。漢方医学や精神腫瘍学、 緩和ケア、リハビリテーションにも対応する。
研究組織は、創薬や発がん制御、血液中の微量な物質の分析による早期発見手法の開発などに取り組んでいる。有料の血液検査は2019年開始を目指している。

## 沿革
- 1972年（昭和47年）11月 - 千葉県がんセンターとして開設。
- 1991年（平成3年）2月 - 増築・改修工事竣工。
- 2003年（平成15年）4月 - 緩和医療センター開棟。
- 2008年（平成20年） - 2008年から2014年（平成26年）の間に、腹腔鏡を使ってすい臓や肝臓などの手術を受けたがん患者11人が、手術後、短期間で死亡した問題で、第三者検証委員会が適切としたのは1例だけで、残る10例は不適切、不十分な点があったと指摘された[4]。
- 2015年（平成27年）4月 - 「都道府県がん診療連携拠点病院」指定更新されず。[5]
- 2018年（平成30年）4月 -  「都道府県がん診療連携拠点病院」再指定を受ける。[6]

## 診療科
- 内科
- 整形外科
- 脳神経外科
- 呼吸器外科
- 皮膚科
- 泌尿器科
- 婦人科
- 耳鼻咽喉科
- 麻酔科
- 歯科
- 呼吸器内科
- 形成外科
- 病理診断科
- 消化器内科
- 消化器外科
- 乳腺外科
- 頭頚部外科
- 腫瘍・血液内科
- 緩和ケア内科
- 腫瘍精神科
- 放射線診断科
- 放射線治療科
- 内視鏡内科
- 食道・胃腸外科
- 肝臓・胆のう・膵臓外科
- 循環器内科

## 病床数
- 総病床数：450床
  - 一般病床：358床
  - HCU：16床
  - 非密封線源病床：3床
  - 無菌病床：20床
  - 緩和ケア病棟：53床

## 医療事故
千葉県がんセンター腹腔鏡手術死亡問題
2008年から2014年2月までに腹腔鏡を使って肝臓やすい臓などの手術を受けた患者11人が相次いで死亡した問題を調査してきた第三者検証委員会が報告書を公表し、難しい手術を腹腔鏡を使って行ったことなど、11人のうち10人の手術で問題点が指摘された。
また、2015年5月1日、前述患者への施術も含む手術計9件について保険適用外でありながら、あたかも保険適用の手術を行ったと見せかけて診療報酬請求する事案が発覚し、厚生労働省関東信越厚生局から戒告処分を受けた。

## 交通アクセス
- JR東日本千葉駅東口2番バスのりばより千葉中央バス誉田駅行き、鎌取駅（千葉営業所）行き、千葉リハビリセンター行き、大宮団地（県庁・星久喜台経由）行きあるいは3番バスのりば小湊鉄道バス千02系統千葉県がんセンター行きで千葉県がんセンター下車（千葉中央バスは大網街道を経由するのに対し、小湊鉄道バスは末広街道・蘇我駅東入口を経由するため、道路渋滞などの影響を受けない場合は前者の方が所要時間は短い）。
- JR東日本蘇我駅東口3番バスのりばより千葉中央バス鎌取駅行きもしくは誉田駅行き、4番のりば小湊鉄道バス蘇02系統千葉南高校行き（便数僅少）で、千葉県がんセンター下車。